# 勒见遗址
勒见遗址，位于中国青海省尖扎县加让乡勒见村，为青海省市县级文物保护单位，公布日期为1986年9月16日，类型为古遗址。
勒见遗址的历史年代为马家窑类型、马厂类型。